# Casa Cardona
La Casa Cardona és un edifici del municipi de Sant Just Desvern (Baix Llobregat) que forma part de l'Inventari del Patrimoni Arquitectònic de Catalunya.

## Descripció
És un edifici de planta baixa caracteritzat per un torricó de planta quadrada acabat amb una coberta de teula a quatre vessants i que posseeix tres finestres de punt rodó a cada cantó. La data de construcció és 1915 segons el cadastre.